# XXX Premis Turia
Els XXX Premis Turia foren fets públics el novembre 2022 per la revista valenciana Cartelera Turia amb la intenció de guardonar les persones i col·lectius que haguessen destacat l'any anterior en qualsevol de les categories i seccions que cobria la revista: cinema (pel·lícula espanyola i estrangera, actor i actriu), teatre, arts plàstiques, literatura, gastronomia, mitjans de comunicació, esports, música i literatura. La llista de guanyadors era escollida per l'equip de redactors i col·laboradors de la revista.
Cartelera Turia va donar a conèixer la llista de guardonats el 15 de novembre de 2022.
El premi consisteix en una estàtua que imitava la que sortia a la mítica pel·lícula El falcó maltès (1950) de John Huston.

## Guardons
Els guanyadors de l'edició foren:
| Categoria                                     | Premiat                                                                | Labor premiada                                 |
| --------------------------------------------- | ---------------------------------------------------------------------- | ---------------------------------------------- |
| Millor pel·lícula valenciana                  | El agua                                                                | Elena López Riera                              |
| Millor producció cinematogràfica              | María Zamora                                                           | Alcarràs                                       |
| Premi especial cinema                         | Filmin                                                                 | 15è Aniversari                                 |
| Millor contribució cultura del vi             | Bodegas Sierra Salinas                                                 | -                                              |
| Millor contribució gastronòmica               | Restaurant Apicius                                                     | -                                              |
| Millor museu valencià                         | Centre del Carme                                                       |                                                |
| Premi d'Honor                                 | Antonio Llorens Sanchis                                                |                                                |
| Premi al millor assaig                        | Joaquim Bosch Grau                                                     | Patria en la cartera                           |
| Millor contribució teatre                     | Companyia Pont Flotant                                                 |                                                |
| Premi Especial Turia                          | Francesc Tortosa i Pastor                                              | Promoció del cicloturisme i turisme sostenible |
| Premi Especial a la millor contribució cívica | Telèfon 024                                                            | Per salvar milers de vides                     |
| Premi Turia a la millor contribució social    | Yolanda Díaz Pérez Ministeri de Treball, Migracions i Seguretat Social | Per la reforma laboral                         |
| Premi Turia a la contribució als drets humans | Llei de Memòria Històrica                                              |                                                |